# Xuanhuaceratops
Xuanhuaceratops ist eine wenig bekannte Gattung der Vogelbeckensaurier (Ornithischia) aus der Gruppe der Ceratopsia. Er zählt zu den urtümlicheren Vertretern dieser Gruppe.
Bislang sind von Xuanhuaceratops nur Teile des Schädels, einzelne Wirbel, Teile des Beckens und vereinzelte Gliedmaßenknochen bekannt. Er dürfte stark dem nah verwandten Chaoyangsaurus geähnelt haben, Unterschiede bestehen im Bau des Quadratums, des Schulterblattes und darin, dass er nur einen Zahn im Zwischenkieferbein (Praemaxillare) besaß. Xuanhuaceratops war ein kleiner, möglicherweise bipeder (sich auf zwei Beinen fortbewegender) Dinosaurier, wie alle Ceratopsia war er Pflanzenfresser.
Die fossilen Überreste dieses Dinosauriers wurden in der Houcheng-Formation in der chinesischen Provinz Hebei gefunden. Die Gattung wurde lange Zeit nicht beschrieben und war unter dem Namen Xuanhuasaurus bekannt, der aber heute als ungültiger nomen nudum gilt. 
Die formelle Erstbeschreibung erfolgte erst durch Zhao, Cheng, Xu und Makovicky im Jahr 2006. Der Gattungsname leitet sich ab vom Fundort Xuanhua (zur Stadt Zhangjiakou gehörig) und dem griechischen ceratops (=„Horngesicht“), einem häufigen Namensbestandteil der Ceratopsia. Typusart ist X. niei. Die Funde werden in den späten Oberjura (Tithonium) auf ein Alter von etwa 152 bis 145 Millionen Jahre datiert.
Xuanhuaceratops wird zusammen mit dem ebenfalls lange Zeit nicht formal beschriebenen Chaoyangsaurus in die Familie Chaoyangsauridae eingeordnet, die zu den basalen Vertretern der Ceratopsia gerechnet werden. Die genaue systematische Stellung innerhalb dieser Dinosauriergruppe ist umstritten. Die Erstbeschreiber von Xuanhuaceratops sehen diesen und Chaoyangsaurus als urtümlicher als die Psittacosauridae an. You & Dodson (2004) hingegen ordnen Chaoyangsaurus als basalsten Vertreter der Neoceratopsia und damit höher entwickelt als die Psittacosauridae ein.